# Cantagalo (Distrikt)
Cantagalo ist einer der sieben Distrikte von São Tomé und Príncipe und liegt auf der Insel São Tomé.

## Geographie
Cantagalo grenzt im Norden an Mé-Zóchi und im Osten an Caué und hat eine Fläche von 119 km². 2012 lebten in Cantagolo 17.161 Menschen. Die Hauptstadt ist Santana an der Ostküste von São Tomé mit 7.798 Einwohnern (2005).

## Bevölkerungsentwicklung
| Jahr | Einwohner | Anteil an der Gesamtbevölkerung |
| ---- | --------- | ------------------------------- |
| 1940 | 7.854     | 12,9 %                          |
| 1950 | 8.568     | 14,2 %                          |
| 1960 | 9.758     | 15,2 %                          |
| 1970 | 9.697     | 13,1 %                          |
| 1981 | 10.435    | 10,8 %                          |
| 1991 | 11.433    | 9,7 %                           |
| 2001 | 13.258    | 9,6 %                           |
| 2012 | 17.161    | 9,6 %                           |